# Chironomus sulphuricollis
Chironomus sulphuricollis är en tvåvingeart som först beskrevs av Johann Wilhelm Meigen 1830.  Chironomus sulphuricollis ingår i släktet Chironomus och familjen fjädermyggor. Inga underarter finns listade i Catalogue of Life.